# 柏原左源太
柏原 左源太（かしわら / かしわばら さげんた、1852年11月17日（嘉永5年10月6日） - 1920年（大正9年）12月1日）は、日本の実業家、政治家。衆議院議員。

## 経歴
陸奥国磐城郡赤井村（現福島県いわき市平赤井）の旧家に生まれた。磐城平藩儒・大須賀筠軒に学び漢学を修めた。
自由民権運動に参加し興風社に加盟。赤井村長、福島県会議員を歴任。三島通庸県令への反対運動に加わるが福島事件での逮捕は避けられた。
その後、立憲政友会に加わり福島支部の発起人となる。1908年5月の第10回衆議院議員総選挙に福島県郡部区から出馬し当選。衆議院議員を一期務めた。その他、三星炭鉱 (株) 取締役、平銀行 (株) 取締役、赤井軌道 (株) 常務取締役などを務めた。